# Tert-butylgroep
Een tert-butylgroep, vaak afgekort tot tBu, is in de organische chemie een veelvoorkomende functionele groep. De groep bestaat uit drie methylgroepen die allemaal aan één centraal, vierde koolstofatoom gekoppeld zijn. Het vierde koolstofatoom heeft dan nog een extra binding over waarmee de groep aan organische structuren gekoppeld kan worden.
De tert-butylgroep komt in een groot aantal verbindingen voor en wordt op verschillende manieren voorgesteld:

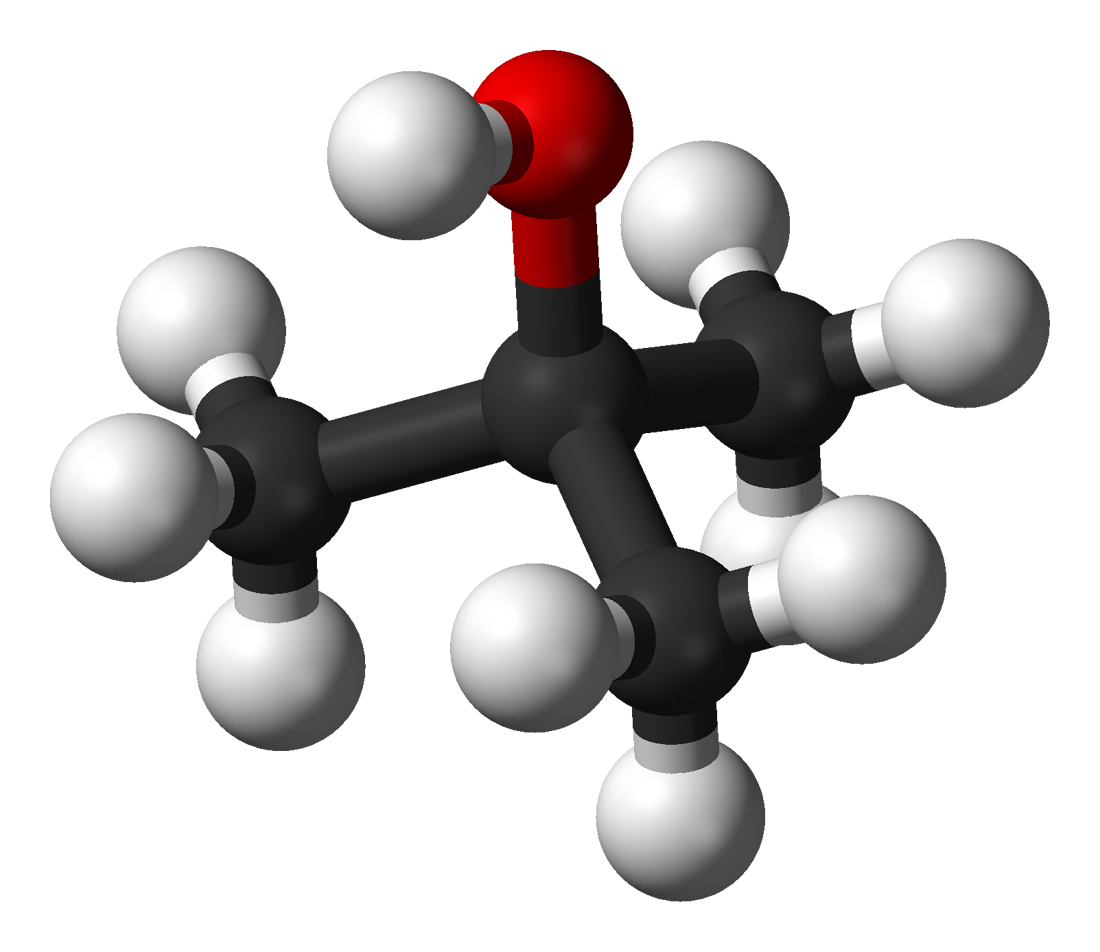
Tert-butanol
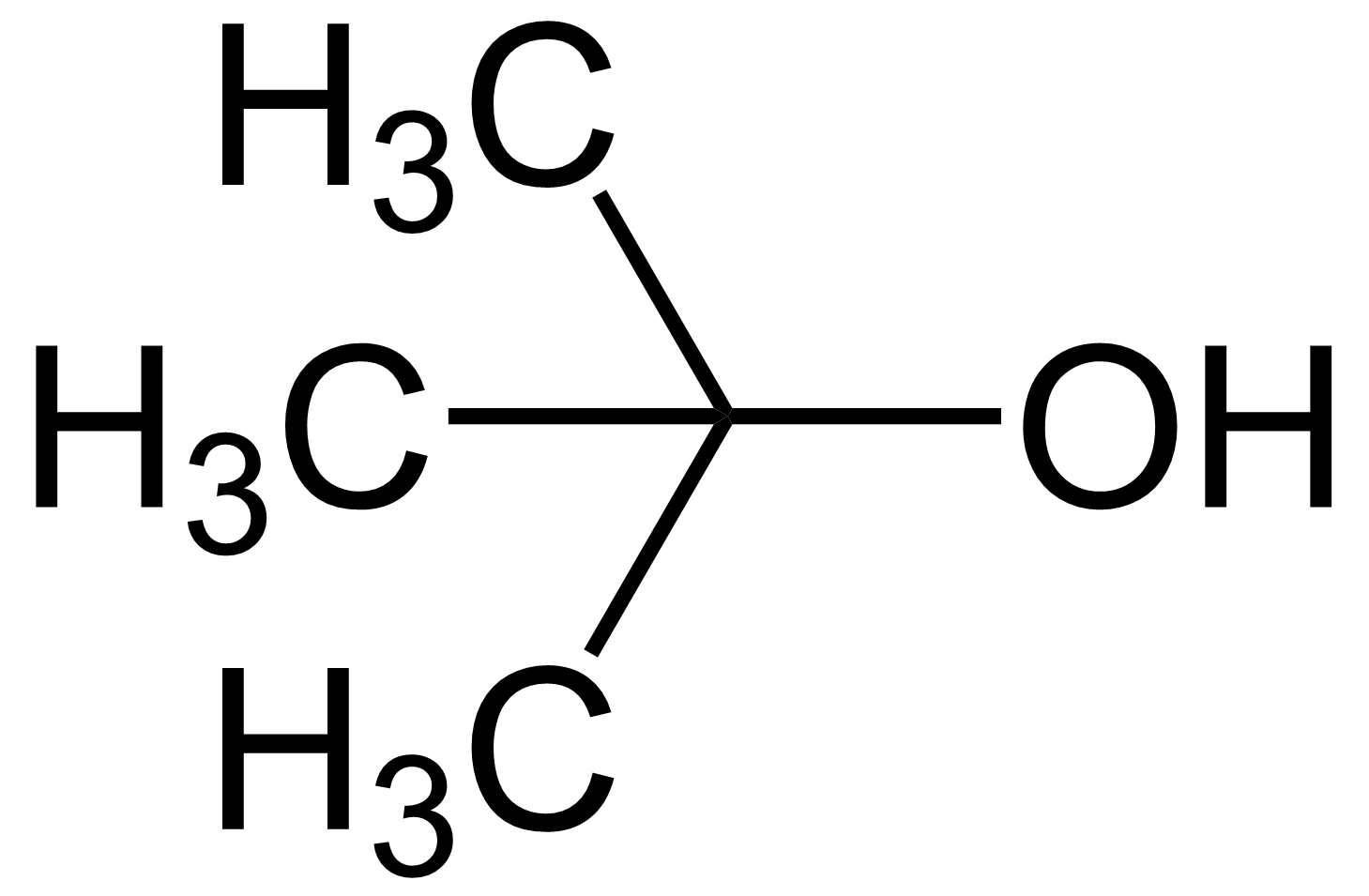
Tert-butanol
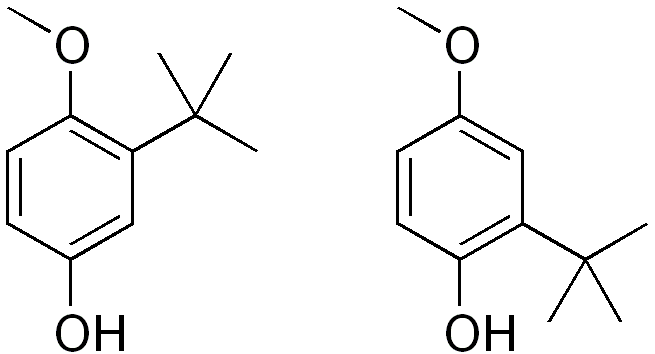
De tert-butyl-groep als substituent aan benzeenringen in tert-butylhydroxyanisolen

## Organische chemie
In de synthetisch organische chemie wordt de tert-butylgroep regelmatig toegepast als stabiliserende substituent. Door de grootte van de groep wordt de toegang voor reagentia tot de reactieve plaatsen van een molecule geblokkeerd door sterische hindering. Een voorbeeld van deze toepassing wordt gevonden in de synthese van tetrahedraan. Deze verbinding is zuiver synthetisch niet bekend, het tetra-tert-butylderivaat wel. Een ander voorbeeld is het verankeren van een bepaalde conformatie van cyclohexaan, waardoor geen omslag van de stoelconformatie kan optreden.

## Toepassingen
Een voorbeeld van een stof met een tert-butylgroep is butylhydroxytolueen, dat wordt gebruikt als antioxidant. Ook methyl-tert-butylether (MTBE), antiklopmiddel in benzine, bevat een tert-butylgroep.